# イェヘ
イェヘ (満文：ᠶᡝᡥᡝ, 転写：yehe, 漢語：葉赫) は女真氏族の部落およびそれを元にした部族国家の一つで、イェヘ･ビラ (葉赫河) の畔 (現吉林省四平市鉄東区葉赫満族鎮)に代々居住したことに因んで呼ばれた。

## 歴史
イェヘの起源は古く、考証に拠れば金朝以前には「葉赫」を名とする女真部族が中国東北部 (旧満州) に生活していた。
明朝後期にはフルン (海西四部) の一角を担い、蒙古族トゥメト氏を祖先とするイェヘナラ氏によって率いられた。ヤンギヌとチンギヤヌの代には、天険に拠ってイェヘ･ホトン (葉赫城) が建てられ (兄弟で東西それぞれに築城した)、イェヘは次第に規模を拡大して一時は女真各部に覇を唱えた。しかし後にマンジュ (建州女真) のヌルハチが決起し、グレ･イ･アリン (古勒山) の戦でイェヘ率いる九部聯合軍が敗北を喫してからは次第に衰頽した。1619年にアイシン (後金) の侵攻を受けて滅び、末王・ギンタイシとブヤングが陣没したことで滅亡した。

## 脚註
1. ↑  1986年に行政区分を郷から鎮に改編。2005年に梨樹県から鉄東区に移管。
2. ↑  维基百科より引用。典拠不詳。
3. ↑  『清史稿』にその記載がみられるが、他説あり。吉林師範大学の趙東昇らはイェヘの出自を蒙古ではなく女真であるとしている。

## 参照
- 『清史稿』223巻